# 우시지마정
우시지마정(牛島町)은 아키타현 가와베군에 설치되었던 정이다. 현재의 아키타시에 해당한다.